# Дискотека 80-х
«Дискоте́ка 80-х» — международный музыкальный фестиваль «Авторадио», в котором принимали участие артисты 1970-х — 1980-х годов. Фестиваль ежегодно проходил с 2002 по 2019 год в Москве и в Санкт-Петербурге, собирая на одной сцене российских и европейских «звёзд» той эпохи. Каждый год на мероприятие приходило около 20-30 тысяч зрителей.

## Место проведения
В 2002—2003 годах фестиваль проходил во Дворце Спорта «Лужники». В 2004 году он поменял своё место проведения. До 2018 года проходил в СКК «Олимпийский» в городе Москва. В 2019 году прошёл на ЦСКА Арене. Также с 2003 года проходит в Ледовом дворце, СКК «Петербургский» или Дворце Спорта «Юбилейный» в Санкт-Петербурге. В северной столице фестиваль проводится нерегулярно, с перерывами в несколько лет, из-за чего постоянно меняет своё место проведения. С 2012 года по 2014 год в Санкт-Петербурге фестиваль не проводился.
С 2005 года на «Авторадио» ведётся радиотрансляция фестиваля, а с 2007 года — интернет-трансляция. Телеверсия шоу ежегодно транслировалась на большинстве ТВ-каналов, в том числе в новогоднюю ночь на Первом канале.

## Ведущие

### Организаторы
- Создатель и организатор фестиваля (2002—2009) — Александр Варин.
- Генеральный продюсер и организатор фестиваля (2010—2015) — Юрий Костин.
- Режиссёр-постановщик (2002, 2004—2018) — Герман Садченков.
- Продюсер фестиваля (2008—2015) — Мариям Королёва.
- Технический директор фестиваля (2002—2015) — Михаил Капник[1].

### Ведущие
- В 2002 году ведущим был Сергей Минаев.
- В 2003 году ведущими были Сергей Минаев и диджеи Авторадио «Мурзилки International».
- С 2004 по 2007 год ведущими фестиваля были певцы и шоумены Сергей Минаев и Владимир Маркин.
- С 2007 по 2012 год шоу вели диджеи Авторадио «Мурзилки International».
- С 2013 по 2018 год фестиваль проходил без ведущих. В 2011, 2013, 2014 и 2015 гг. Сергей Минаев и Владимир Маркин были приглашены на фестиваль, но уже в качестве специальных гостей.
- В 2019 году ведущей стала Алиса.

## Награды и премии фестиваля
«Дискотека 80-х» — обладатель почётной премии «EFFIE 2003», лауреат премии газеты «Московский Комсомолец» «ZD Awards 2003», победитель национального конкурса «Радиомания» в 2004 и 2011 годах. В 2005 году фестиваль выдвигался на соискание национальной премии в области танцевальной музыки «Движение» в номинации «Событие года». Сайт фестиваля «Дискотека 80-х» (www.disco80.ru) — призёр премии «Интернить-2005».

## 2002
I международный фестиваль состоялся 29 ноября 2002 года в СК «Лужники».
Среди приглашённых зарубежных гостей были: Ottawan, Joy, Eruption feat. Precious Wilson, Bad Boys Blue, C. C. Catch
Среди отечественных звезд на фестивале принимали участие: Наталия Гулькина, Светлана Разина, группы «Аракс», «Круиз», «Карнавал», «Воскресение» и «Машина времени.
На фестивале присутствовало около 10 000 зрителей.
1. Балет «Тодес» Аллы Духовой

2. Ottawan — You Are OK, Hands Up, D.I.S.C.O.

3. Наталия Гулькина — Безумный мир, Дискотека

4. Светлана Разина — Наступает ночь, Музыка нас связала

5. Joy — Touch by Touch, Valerie

6. Сергей Минаев — Карнавал

7. Владимир Маркин — Я готов целовать песок

8. Владимир Маркин & Сергей Минаев — Ласковая песня

9. «Аракс» — Блюз-разлука, Далеко-Далёко

10. «Круиз» — Волчок, Музыка Невы

11. Eruption feat. Precious Wilson — Cry to Me, One Way Ticket, I Can’t Stand The Rain

12. Bad Boys Blue — Come Back and Stay '98, Pretty Young Girl '98, A Train to Nowhere, You’re A Woman (Original Remix 1998)

13. C. C. Catch — Soul Survivor, Heaven and Hell, Megamix, I Can Lose My Heart Tonight

14. Александр Барыкин — Спасательный круг, Остров

15. «Воскресение» — Кто виноват?, Слепили бабу на морозе

16. «Машина времени» — Скворец, Поворот, Три окна

## 2003 — Мы вместе  опять!
II международный фестиваль состоялся 11 декабря 2003 года в СК «Лужники» в Москве и 13 декабря 2003 года в Ледовом дворце в Санкт-Петербурге.
Зарубежные гости: Boney M. feat. Liz Mitchell, Ottawan, Гадзебо, Fancy, Саманта Фокс, Desireless, Африк Симон и Ф. Р. Дэвид.
Отечественные участники: Кар-мэн, Сергей Беликов, Юрий Шатунов, Игорь Николаев, Игорь Корнелюк, Владимир Маркин, Игорь Скляр, Владимир Кузьмин, Александр Барыкин, Татьяна Овсиенко, Виктор Салтыков, Роман Жуков и др.
Шоу вели Сергей Минаев и диджеи Авторадио «Мурзилки International».
На фестивале в Москве присутствовало 10 000 зрителей, в Санкт-Петербурге — 14 000 зрителей. Фестиваль прошёл под девизом: «МЫ ВМЕСТЕ ОПЯТЬ!».
1. Сергей Минаев и Мурзилки International

2. Ottawan — D.I.S.C.O.

3. Ottawan и Мурзилки International — Hands Up

4. Виктор Салтыков — Островок

5. Игорь Корнелюк — Дожди

6. Afric Simone — Ha-Fa-Na-Na, Todo pasara, Maria

7. Сергей Беликов — Радуга

8. Fancy — Slice me nice, Flames of love

9. Desireless — John, Voyage, voyage

10. Кар-мэн — Париж, Париж, London, Goodbye

11. Игорь Николаев — Незнакомка

13. Игорь Николаев и Мурзилки International — Старая мельница

14. Татьяна Овсиенко — Музыка нас связала

15. Владимир Маркин — Я готов целовать песок, Белая черёмуха

16. Александр Барыкин — Букет, Спасательный круг

17. Игорь Скляр и Мурзилки International — Комарово

18. Gazebo — Masterpiece, I Like Chopin

19. Саманта Фокс — I only wanna be with you, Touch me, Nothing’s Gonna stop me now

20. F. R. David — Pick up the phone, Words

21. Юрий Шатунов —Белые розы, Седая ночь

22. Владимир Кузьмин — Симона

23. Владимир Кузьмин и Соня Кузьмина — Ты позвони мне среди ночи

24. Boney M. совместно с Лиз Митчелл — Daddy Cool, Bahama Mama, Rasputin

25. Сергей Минаев и Мурзилки International — Мы вместе опять

## 2004
III международный фестиваль состоялся 8 декабря 2004 года в СКК «Олимпийский» в Москве и 13 декабря 2004 года в Ледовом дворце в Санкт-Петербурге.
Состав зарубежных участников:
- Томас Андерс
- Bananarama
- C. C. Catch
- Baccara feat. Maria Mendiola
- Риккардо Фольи
- Тони Эспозито
- Лиан Росс
- Ken Laszlo
- Пэтти Райан
- Opus
- Пупо
- Scotch
- Bad Boys Blue
- Kaoma

Состав российских участников:
- «Кар-мэн»
- «Земляне»
- Виктор Салтыков
- Рома Жуков
- Юрий Лоза
- Крис Кельми
- «Русские»
- Сергей Крылов
- Наталья Гулькина и Маргарита Суханкина
- Светлана Разина
- Владимир Усланов
- Алексей Глызин
- «Альфа»

На фестивале, впервые прошедшем в СКК «Олимпийский», собралось более 15 000 зрителей. Это первый и единственный фестиваль, трансляция которого была показана на телеканале «Россия», а не на Первом канале.
1. Владимир Маркин & Сергей Минаев — Мы вместе опять

2. Opus — Life Is Life

3. Patty Ryan — You`re My Love, You`re My Life, Love Is The Name Of The Game

4. Роман Жуков — Фея

5. «Русские» — Гимн олимпийцев

6. Baccara feat. Maria Mendiola — Sorry, I’m a Lady; Yes Sir, I Can Boogie

7. Владимир Маркин — Белая черёмуха

8. Виктор Салтыков — Островок

9. Тони Эспозито — Calimba De Luna

10. Наталья Гулькина & Маргарита Суханкина — Айвенго

11. Ken Laszlo — One, two, three; Hey Hey Guy

12. Крис Кельми — Ночное рандеву

13. Мурзилки International — Мегамикс

14. Риккардо Фольи — Malinconia, Storie Di Tutti I Giorni

15. Bananarama — Love In The First Degree, Heard a Round, Venus

16. Балет «Тодес» — Flash In The Night

17. C. C. Catch — Megamix, Heaven & Hell

18. Scotch — Disco Band, Delirio Mind

19. Алексей Глызин — Ты не ангел

20. «Земляне» — Мегамикс

21. Вадим Усланов — Танцы на воде

22. Bad Boys Blue — Come Back And Stay '98, The Turbo Megamix

23. Лиан Росс — Scratch My Name, Say You’ll Never

24. Сергей Крылов — Девочка моя

25. Светлана Разина — Музыка нас связала

26. Сергей Минаев — 22 притопа

27. Kaoma — Tago Mago, Dancando Lambada, Lambada

28. «Кар-мэн» — Сан-Франциско, We Are The Popkings

29. Юрий Лоза — Я умею мечтать, Плот, Девочка в баре

30. Пупо — Lo Devo Solo A Te, Gelato Al Chioccolato

31. Томас Андерс — Independent Girl,  Brother Louie,  You’re My Heart, You’re My Soul

32. Сергей Минаев и все гости фестиваля — Мы вместе опять

## 2005
IV международный фестиваль состоялся 25 ноября 2005 года в СКК «Олимпийский» в Москве и 27 ноября 2005 года в СКК «Петербургский» в Санкт-Петербурге.
Состав зарубежных участников:
- Крис Норман
- Бонни Тайлер
- Ricchi e Poveri
- Alphaville
- Savage
- Майк Марин
- Radiorama
- Сабрина
- Эдди Хантингтон
- М-р Живаго
- Righeira
- «Zodiac

Состав отечественных участников:
- Александр Иванов
- Дмитрий Маликов
- «Земляне»
- «Цветы»
- Владимир Пресняков-младший
- «Санкт-Петербург»
- Владимир Кузьмин
- «Комиссар»
- Александр Барыкин

На фестивале впервые приняли участие специальные гости:
- в Москве — Юрий Антонов;
- в Санкт-Петербурге — Михаил Боярский.

Фестиваль собрал 17 000 — рекордное для того времени количество зрителей.
1. Сергей Минаев и Владимир Маркин — Мы вместе опять

2. Эдди Хантингтон — U.S.S.R., Up and down

3. Radiorama — Yeti, Desire

4. Дмитрий Маликов — Студент

5. Righeira — Vamos a la playa

6. Комиссар — Ты уйдёшь

7. Владимир Маркин — Колокола

8. Майк Марин — Love spy-86, Agent of liberty

9. Александр Иванов — Тоже является частью Вселенной

10. Zodiac — Rock on the ice, Provincial disco

11. Санкт-Петербург — The Final Countdown

12. Alphaville — Dance with me, Forever Young, Big in Japan

13. Александр Барыкин — Аэропорт

14. Сабрина — All of me, Boys

15. Владимир Кузьмин — Капюшон, Ещё вчера

16. Сергей Минаев — Мини-макси

17. М-р Живаго — Little Russian, Tell by your eyes

18. Земляне — Мегамикс

19. Savage — Don’t cry tonight, Only you, Goodbye

20. Юрий Антонов — Поверь в мечту, Не умирай, любовь, Я вспоминаю

21. Бонни Тайлер — It's a Heartache, Total Eclipse of the Heart, Holding Out for a Hero

22. Ricchi e Poveri — Sara perche ti amo, Made in Italy, Mamma Maria

23. Крис Норман — I’ll meet you at midnight, Living Next Door to Alice, Needles and pins

24. Мурзилки International — Мы Авторадио

## 2006 — 5 лет
V юбилейный международный фестиваль состоялся 24 ноября 2006 года в СКК «Олимпийский» в городе Москва.
Состав зарубежных участников:
- Сандра
- Дитер Болен
- Аманда Лир
- Тото Кутуньо
- C. C. Catch
- A-ha
- Риккардо Фольи
- Boney M. совместно с Лиз Митчелл
- Rockets
- Goombay Dance Band
- The Weather Girls совместно с Изора Армстид

Состав отечественных участников: «Кар-мэн», Игорь Саруханов, Александр Градский, Дмитрий Маликов, Александр Барыкин, Игорь Корнелюк, Евгений Маргулис, «Веселые ребята», Виктор Салтыков, Владимир Пресняков мл, «Цветы», Михаил Боярский, Владимир Маркин, Сергей Минаев, Хор Турецкого и Мурзилки International.
Фестиваль открывала оперная певица Юлия Налимова и симфонический оркестр. Они исполнили гимн фестиваля в классическом варианте.

На фестивале присутствовало более 20 000 зрителей.
1. Юлия Налимова — Мы вместе опять

2. Сергей Минаев и Владимир Маркин — Мы вместе опять

3. Mauro — Buona sera

4. C. C. Catch — I Can Louse My Heart Tonight, Heaven and hell, Anniversary megamix

5. Игорь Саруханов — Маскарад

6. Хор Турецкого — Мегамикс

7. Weather Girls — It’s Raining Man

8. Игорь Корнелюк — Дожди

9. Аманда Лир — Follow me, Queen of china town, Copacabana

10. «Веселые ребята» — Мегамикс

11. Владимир Маркин — В доме восемь

12. Rockets — Future game, Galactica

13. Александр Барыкин — 20.00, Аэропорт

14. Виктор Салтыков — Кони в яблоках

15. Goombay Dance Band — Seven tears, Marrakech

16. «Кар-мэн» — Лондон Goodbye

17. Евгений Маргулис — Шанхай блюз

18. Риккардо Фольи — Malinconia, Per lucia, Stori di tutti i giorni

19. Михаил Боярский — Песня мушкетёров

20. Дмитрий Маликов — Брачный кортеж

21. Владимир Пресняков — Зурбаган

22. Сергей Минаев — Юра Вумен

23. Александр Градский — Как молоды мы были

24. Тото Кутуньо — Soli, L’Été indien, L’italiano

25. Сандра — Stop for a minute, Secret land, Maria Magdalena

26. A-ha - Tack On Me, Love Is Reason, Crying In The Rain

27. Мурзилки International

28. Boney M - Sunny, Bahama Mama, Rasputin

29. Дитер Болен — My bed is too big, Magic symphony, Under my skin, Modern Talking Medley

32. Евгений Маргулис — До свидания друг

33. Мурзилки International — Гимн Авторадио

## 2007
VI международный фестиваль состоялся 23 ноября 2007 года в СКК «Олимпийский» в городе Москва и 25 ноября 2007 года в Ледовом дворце в Санкт-Петербурге.
Зарубежные гости фестиваля (Москва):
- Ким Уайлд
- Глория Гейнор
- Demis Roussos
- Matia Bazar
- Bad Boys Blue
- Maywood
- Gilla
- Дэн Хэрроу
- Ricchi e Poveri
- Trans-X
- Belle Epoque

Российские гости фестиваля (Москва):
- Валерий Леонтьев
- Вячеслав Бутусов
- Владимир Кузьмин
- Владимир Пресняков-младший
- Александр Иванов
- Крис Кельми и «Рок-Ателье»
- «Самоцветы»
- «Земляне»
- «Мурзилки International».

Специальный гость фестиваля — Алла Пугачёва.
Гости фестиваля (Санкт-Петербург):
- Ким Уайлд
- Gloria Gaynor
- Demis Roussos
- Matia Bazar
- Bad Boys Blue
- Томас Андерс
- Maywood
- Gilla
- «Санкт-Петербург»
- «Здравствуй, песня»
- «Мурзилки International»
- Александр Иванов
- Александр Барыкин
- «Сладкий сон»

Специальный гость — Алла Пугачёва.
На фестивале в Москве присутствовало 35 000 зрителей — наибольшее количество за всю историю фестиваля. Только в танцевальном партере собралось более 8000 человек. Специально для этого был предусмотрен зал-трансформер.

Ведущими фестиваля были шоумены Сергей Минаев и Владимир Маркин.

Фестиваль прошёл под девизом: «Дискотека 80-х — ФЕСТИВАЛЬ НАСТОЯЩИХ СЕНСАЦИЙ!».
1. Мурзилки International — Это Авторадио

2. Trans-X — Living On Video

3. Den Harrow — Charleston

4. Сладкий сон — На белом покрывале января

5. Виктор Салтыков — Белая ночь

6. Крис Кельми — Ночное рандеву

7. Земляне — Мегамикс

8. Matia Bazar — Elletrochok, Vacanze Romane

9. Самоцветы — Мегамикс

10. Владимир Кузьмин — Капюшон

11. Владимир Маркин — Я готов целовать песок

12. Gilla — Tom Cat, Johnie

13. Ricchi e Poveri — Made In Italy, Mamma Maria

14. Maywood — Rio, Pasadena

15. Александр Иванов — Тоже является частью Вселенной

16. Александр Иванов & Владимир Пресняков-младший — Я буду помнить

17. Владимир Пресняков-мл. — Недотрога

18. Demis Roussos — We Shall Dance, From Souvenirs

19. Здравствуй, песня — Не было печали, Синий иней

20. Bad Boys Blue — Come Back And Stay '98, You’re A Woman (Original Remix 1998)

21. Вячеслав Бутусов — Я хочу быть с тобой, Звезда по имени Солнце, Прощальное письмо

22. Belle Epoque — Miss Broadway, Black Is Black

23. Мурзилки International — Мегамикс Челентано

24. Сергей Минаев — Братец Луи

25. Gloria Gaynor — Last Night, First Be a Woman, I Will Survive

26. Валерий Леонтьев — Маргарита, Дельтаплан, Исчезли солнечные дни

27. Ким Уайлд — You Keep Me Hanging On, You Came, Cambodia

28. Алла Пугачёва — Алло, Просто, Без меня, Этот мир, Миллион алых роз

## 2008 – THE BEST
VII международный фестиваль состоялся 28 ноября 2008 года в СКК «Олимпийский» в городе Москва и 30 ноября 2008 года в СКК «Петербургский» в Санкт-Петербурге.
Зарубежные участники фестиваля (Москва):
- Dschinghis Khan
- Boney M. совместно с Лиз Митчелл
- Teach-In
- Al Bano
- C. C. Catch
- F. R. David
- Secret Service
- Сабрина
- Fancy
- Eruption
- Gazebo
- Chilly
- Baccara feat. Maria Mendiola
- Ottawan

Российские участники фестиваля (Москва): Юрий Антонов, Олег Газманов, Игорь Николаев, Стас Намин и «Цветы», «Веселые Ребята», «Маленький принц», «Кар-мэн», Александр Барыкин, Сергей Беликов, «Ялла».
Участники фестиваля (Санкт-Петербург):
Secret Service, F. R. David, Dschinghis Khan, Fancy, Baccara feat. Maria Mendiola, Eruption, Boney M., Gazebo, Ottawan, Teach-In, Юрий Антонов, Сергей Беликов, «Весёлые ребята», Александр Барыкин, «Маленький принц», «Кар-мэн», Мурзилки International.
Специальные гости фестиваля:
- главный гость — Al Bano
- в Москве — Лев Лещенко и Вячеслав Добрынин;
- в Санкт-Петербурге — Михаил Боярский.

На фестивале собралось более 25 000 зрителей. Фестиваль прошёл под девизом: «THE BEST! Лучшее шоу за 7 лет» и был приурочен к 15-летнему юбилею Авторадио.
1. Мурзилки International — Гимн Авторадио

2. Ottawan — D.I.S.C.O., Hands up

3. Игорь Николаев — Незнакомка, День рождения

4. Fancy — Slice me nice, Flames of love

5. Сергей Беликов — Лети

6. Весёлые ребята — Попурри

7. Baccara feat. Maria Mendiola — Yes Sir I Can Boogie, Sorry I’m a lady

8. Александр Барыкин — Букет

9. Teach-In — Ding a dong, I’m alone

10. Русские — Ну и что

11. Кар-мэн — London goodbye, Сан-Франциско

12. F. R. David — Pick up the phone, Taxi, Words

13. Eruption — I can’t stand the rain, One Way Ticket

14. Ялла — Учкудук, Последняя поэма

15. Chilly — We are the popkings, Simply a love song

16. Маленький принц — Прощай, Мы встретимся снова

17. Gazebo — Lunatic, I Like Chopin

18. C. C. Catch — I can lose my heart tonight, Heaven and hell

19. Лев Лещенко — На трибунах становится тише…

20. Лев Лещенко и Вячеслав Добрынин — Прощай

21. Сабрина — All of me, Boys

22. Олег Газманов — Эскадрон, Есаул

23. Secret Service — L.A. Goodbye, Flash in the night, Ten o’clock postman

24. Boney M. feat. Liz Mitchell — Rasputin, Daddy Cool, Bahama Mama

25. Al Bano — Ci sara, Prima notte d’amore, Felicita

26. Юрий Антонов — Не забывай, От печали до радости, Я вспоминаю

27. Dschinghis Khan — Dschinghis Khan, Rocking son of Dschinghis Khan, Moskau

28. Цветы — Мы желаем счастья вам

## 2009
VIII международный фестиваль состоялся 27 ноября 2009 года в СКК «Олимпийский» в городе Москва. Почти все гости фестиваля принимали в нём участие впервые.

Зарубежные участники фестиваля:
- Дитер Болен — немецкий певец, музыкант, музыкальный продюсер и композитор. Известен прежде всего как основатель дуэта Modern Talking, собственной группы Blue System и продюсер певицы C. C. Catch.
- Laid Back — датская поп-группа, сформированная в 1979 году, известность которой принесли хиты «Sunshine Reggae» (1982) и «White Horse» (1983).
- Умберто Тоцци — итальянский эстрадный певец и композитор.
- Bad Boys Blue — евродиско-группа, образованная в Кёльне в 1984 году, которая за свою историю выпустила около 30 хит-синглов, попавших в чарты многих стран мира, в том числе и в США.
- Taco — нидерландский музыкант, певец и композитор.
- Santa Esmeralda — одна из самых ярких музыкальных групп эпохи диско, появилась во Франции в 1976 году.
- Мюррей Хэд — британский актёр и певец, известный, в частности, по участию в работе над оригинальной студийной версией рок-оперы Эндрю Ллойда Уэббера и Тима Райса «Иисус Христос — суперзвезда», где он исполнил партии Иуды Искариот.
- Марина Фиордализо — итальянская певица, многократный лауреат знаменитого «Фестиваля в Сан-Ремо».
- Opus — австрийская рок-группа, известная благодаря хитам «Live is Life» и «Eleven», образовалась в 1973 году.
- Gibson Brothers — французская группа кубинского происхождения. Образована тремя братьями Алексом, Патриком и Крисом Гибсонами в Париже в 1976 году. Свой первый хит «Cuba» о любимой родине музыканты записали в 1978 году.

Российские участники фестиваля:
- Юрий Лоза
- Олег Газманов
- Вячеслав Добрынин
- Михаил Муромов
- «Белорусские песняры»
- Крис Кельми
- Юрий Шатунов
- Владимир Маркин

Специальные гости фестиваля:
- зарубежные специальные гости — Ален Делон и Стелла Джанни;
- российский специальный гость — Константин Никольский.

На фестивале собралось 24 000 зрителей. По составу участников, числу ярких номеров и сенсаций он превзошёл все остальные танцевальные марафоны.
Завершила шоу композиция «Замыкая круг», которую Крис Кельми спел с детьми. Фестиваль планировался, как последний в истории, но в связи со сменой руководства «Авторадио» было решено продолжать фестиваль «Дискотека 80-х».
1. Opus — Life Is Life

2. Gibson Brothers — Cuba, Que Sera Mi Vida

3. Владимир Маркин — Я готов целовать песок, Царевна-Несмеяна

4. Murray Head — One Night in Bangkok

5. Михаил Муромов — Яблоки на снегу

6. Santa Esmeralda — The House of Rising Sun, You’re My Everything

7. Юрий Шатунов — Белые розы (песня), Седая ночь

8. Taco — Puttin' On the Ritz

9. «Белорусские песняры» — Беловежская пуща, Вологда

10. Bad Boys Blue — Pretty Young Girl, You’re a Woman

11. Юрий Лоза — Сто часов, Плот

12. A Tribute To Michael Jackson — Beat It, Thriller, Billie Jean

13. Fiordaliso — Non Voglio Mica La Luna, Sola Non Ci Sto

14. Константин Никольский — Мой Друг, Один Взгляд Назад, Музыкант

15. Umberto Tozzi — Gloria, Ti amo, Tu

16. Вячеслав Добрынин — Попурри

17. Ален Делон и Стелла Джанни — Paroles, Paroles

18. Laid Back — High Society Girl, Elevator Boy, Sunshine Reggae

19. Олег Газманов — Свежий ветер, Путана, Сделан в СССР

20. Дитер Болен — Love Me On the Rocks, My Bed Is Too Big, Magic Symphony, Modern Talking Medley

21. Крис Кельми — Замыкая круг

## 2010 — 3D
IX международный фестиваль состоялся 20 ноября 2010 года в СКК «Олимпийский» в Москве и 21 ноября 2010 года в СКК «Петербургский» в Санкт-Петербурге.
Состав участников (Москва):
- Alphaville
- Savage
- Ricchi e Poveri
- Secret Service
- C. C. Catch
- Baccara feat. Maria Mendiola
- Пупо
- Fancy
- Ottawan
- Barrabás
- Олег Газманов
- Юрий Шатунов
- «Цветы»

Специальный гость фестиваля — «Машина Времени».
Состав участников (Санкт-Петербург):
- Secret Service
- Ricchi e Poveri
- Ottawan
- Savage
- F. R. David
- Baccara feat. Maria Mendiola
- Fancy
- Юрий Лоза
- Максим Леонидов
- Татьяна Овсиенко
- Виктор Салтыков
- «Кар-мэн»

Специальный гость фестиваля — C. C. Catch.
На фестивале собралось 27 000 зрителей. Дискотека 80-х впервые прошла в инновационном формате 3D, до «Авторадио» ни в России, ни в мире никто ещё не пробовал совместить реальное музыкальное шоу, сопровождаемое световыми эффектами и пиротехникой, с 3D-технологиями.

В этот день состоялся самый массовый одновременный просмотр в 3D-формате. В связи с этим фестиваль попал в Книгу рекордов Гиннесса.
1. Мурзилки International

2. Ottawan — You’re OK, D.I.S.C.O, Hands Up

3. Barrabas — Dolores

4. Ricchi e Poveri — Sara Perche Ti Amo, Made In Italy, Cosa sei, Mamma Maria

5. Alphaville — Dance with me, Forever Young, Big in Japan

6. Savage — Don’t Cry Tonight, Only You, Goodbye

7. Юрий Шатунов — Белые розы, Тающий снег, Розовый вечер, Седая ночь

8. Цветы — Звёздочка моя ясная, Мы желаем счастья вам

9. Олег Газманов — Дождись, Свежий ветер, Эскадрон

10. Пупо — Lo Devo Solo A Te, La Storia Di Noi Due, Su Di Noi, Gelato Al Chioccolato

11. C. C. Catch — I Can Lose My Heart Tonight, Heaven and Hell, Anniversary Megamix

12. Secret Service — Flash In The Night, If I Try, Ten O’Clock Postman, L.A. Goodbye

13. Машина времени — Герои вчерашних дней, Музыка под снегом, Костёр, За тех, кто в море, Поворот, Я сюда ещё вернусь

## 2011 — 10 лет вместе
X международный фестиваль состоялся 26 ноября 2011 года в СКК «Олимпийский» в Москве и 27 ноября 2011 года в СК «Юбилейный» в Санкт-Петербурге.

Юбилейный фестиваль состоялся под девизом «10 ЛЕТ ВМЕСТЕ» и собрал в зале гостей со всех стран мира. Всего на фестивале собралось более 30 000 зрителей.

Зарубежные участники фестиваля:
- Пол Янг
- Белинда Карлайл
- Neoton Família
- Boney M. feat. Liz Mitchell
- C. C. Catch
- Bad Boys Blue
- Al Bano & Cristel Carrisi
- Эдди Хантингтон
- Dschinghis Khan
- Fancy
- F. R. David
- Joy
- М-р Живаго
- Риккардо Фольи

Российские участники фестиваля:

«Мираж», Владимир Пресняков-младший, Максим Леонидов, Игорь Корнелюк, Вячеслав Добрынин, «Весёлые ребята», Сергей Минаев, Владимир Маркин, Сергей Скачков и группа «Земляне», Александр Иванов и многие другие…

Специальный гость фестиваля — Валерий Сюткин.
Ведущими фестиваля были Мурзилки International.

Юбилейная «Дискотека 80-х» стала одним из самых ярких и запоминающихся праздников за всю историю фестиваля, собравшим по-настоящему суперзвездный состав артистов — на сцену «Олимпийского» вышли 14 мировых знаменитостей и культовые российские музыканты.

По заявлению создателей, на концерте использовался специальный экран, о котором они мечтали с самого появления фестиваля.

По традиции, велась прямая трансляция шоу на волнах «Авторадио» и в сети интернет.
1. Boney M. совместно с Лиз Митчелл — Rasputin, Bahama Mama, Sunny

2. Эдди Хантингтон — U.S.S.R.

3. Игорь Корнелюк — Дожди

4. М-р Живаго — Little Russian

5. Максим Леонидов — Я люблю буги-вуги, Алиса, Привет

6. Joy — Valerie, Touch By Touch

7. F. R. David — Pick Up The Phone, Words

8. Вячеслав Добрынин — Попурри

9. Риккардо Фольи — Malinconia, Storie Di Tutti i Giorni

10. Владимир Пресняков — Зурбаган

11. Александр Иванов & Владимир Пресняков — Я буду помнить

12. Fancy — Slice Me Nice, Flames of Love

13. Весёлые ребята — Попурри

14. Al Bano & Cristel Carrisi — Ci sara, Liberta, Felicita

15. Сергей Скачков — Трава у дома

16. Владимир Маркин & Сергей Минаев — MIX

17. Neoton Família — Marathon

18. Валерий Сюткин — Вася, Любите девушки, Московский бит

19. Bad Boys Blue — Come Back And Stay (Re-Recorded 2010), You’re A Woman (Re-Recorded 2010)

20. Мираж — Наступает ночь, Музыка нас связала

21. Белинда Карлайл — La Luna, Heaven Is A Place On Earth, Circle In The Sand

22. Dschinghis Khan — Dschinghis Khan, Rocking Son Of Dschinghis Khan, Moskau

23. C. C. Catch — I can Lose My Tonigth, Heaven and Hell,
Anneversary megamix

24. Paul Young — Don’t Dream It’s Over, Senza Una Donna, Every Time You Go Away

25. Мурзилки International и все гости фестиваля — Это Авторадио

## 2012 — Rock & Dance
XI международный фестиваль состоялся 24 ноября 2012 года в СКК «Олимпийский» в городе Москва.

Фестиваль прошёл в необычном для подобного мероприятия формате «Rock&Dance», собрав на одной сцене всех звезд танцевальных дискотек и главных героев мирового и отечественного рока.

Зарубежные участники фестиваля (Rock):
- Крис Норман
- Zodiac

Зарубежные участники фестиваля (Dance):
- Boney M. feat. Liz Mitchell
- Сабрина
- Silent Circle
- Arabesque совместно с Michaela Rose
- C. C. Catch
- Bad Boys Blue
- Ricchi e Poveri
- Black
- Matia Bazar

Российские участники фестиваля (Rock):
- Вячеслав Бутусов и «Ю-Питер»
- Гарик Сукачёв
- Константин Никольский
- Парк Горького
- Сергей Галанин

Российские участники фестиваля (Dance):
- Юрий Шатунов
- Мурзилки International и другие…

На фестивале собралось более 30 000 зрителей из разных уголков планеты. На этот раз создатели концерта решили соединить 3D-графику, визуальные эффекты и новейшие изобретения в области света и звука, получив инновационный эффект «дополненной реальности».
В списке участников фестиваля изначально были заявлены популярный итальянский певец Пупо и российская поп-группа Кар-мэн, но позже они были исключены из состава по причине отказа. Пупо отказался из-за того, что на день проведения фестиваля у него была назначена телесъёмка, но он обещал посетить мероприятие в следующем году. Причины отказа от участия группы Кар-мэн неизвестны, но группа также была заявлена в составе участников на одном из последующих фестивалей. Позже организаторы заменили недостающие звенья в мероприятии итальянскими группами Matia Bazar и Ricchi e Poveri, солисты которых, по словам главного организатора фестиваля Юрия Костина, настолько хотели участвовать в фестивале, что он просто не смог им отказать.
1. Zodiac — Мегамикс

2. Gorky Park — Bang, Tell Me Why, Stare, Moscow Calling

3. Silent Circle — Touch in the night, Anywhere tonight, Stop the rain in the night

4. Arabesque — In For A Penny, in For A Pound, In the Heat of a Disco Night, Midnight Dancer

5. Matia Bazar — Vacanze Romane

6. Bad Boys Blue — I Wanna Hear Your Heartbeat (Sunday Girl) (Re-Recorded 2010), Pretty Young Girl (Re-Recorded 2010), You’re A Woman (Re-Recorded 2010)

7. Вячеслав Бутусов — Шар цвета хаки, Скованные одной цепью, Звезда по имени Солнце, Прощальное письмо

8. Ricchi e Poveri — Sara Perche Ti Amo, Voulez-vous Dancer, Cosa Sei, Mamma Maria

9. Сабрина — All of Me, Boys

10. Константин Никольский — Мой друг художник и поэт, Музыкант, Один взгляд назад

11. Крис Норман — I’ll Meet You at Midnight, Living Next Door to Alice, Needles And Pins

12. Крис Норман & C. C. Catch — Stumblin’ In

13. C. C. Catch — Heaven and Hell, Megamix

14. Юрий Шатунов — Белые розы, Розовый вечер, Седая ночь

15. Boney M. совместно с Лиз Митчелл — Sunny, Rasputin, Gotta Go Home, Bahama Mama

16. Гарик Сукачёв и Сергей Галанин — Бродяга, Моя маленькая baby, Дорожная, Моя бабушка курит трубку

17. Black — Wonderful Life

## 2013 — TOP-20
XII международный фестиваль состоялся 23 ноября 2013 года в СКК «Олимпийский» в городе Москва.

Шоу было приурочено к 20-летнему юбилею радиостанции «Авторадио». На одной сцене собрались все самые яркие герои эпохи диско. Состав участников и тематическая направленность фестиваля были объявлены в сентябре 2013 года. Шоу прошло по концепции «ИМЕНА», и получило добавление к названию «Топ-20», так как в фестивале поучаствовало ровно столько артистов российской и зарубежной сцены.

Зарубежные участники фестиваля:
- Томас Андерс
- Сандра
- Ten Sharp
- Alphaville
- Boney M. совместно с Лиз Митчелл
- F. R. David
- Пупо
- Ricchi e Poveri
- Secret Service
- Joy
- Savage
- Эдди Хантингтон
- Ottawan

Российские участники фестиваля:
- Мираж
- Олег Газманов
- Игорь Николаев
- Валерий Сюткин
- Сергей Минаев
- Владимир Маркин

Специальный гость фестиваля — Рик Эстли (Rick Astley).
В интервью газете «Известия» президент радиостанции Юрий Костин признался, что фестиваль будет продолжаться в течение ещё нескольких лет. В июле 2013 года на официальном сайте мероприятия появилась первая афиша и предварительный состав участников фестиваля. Позднее состав периодически менялся. Так, в первоначальном составе должна была выступать Саманта Фокс.
1-2. Владимир Маркин & Сергей Минаев — Мы вместе опять

3. Ottawan — D.I.S.C.O., Hands up

4. Joy — Valerie, Hello, Touch by touch

5. Мираж — Я больше не прошу, Музыка нас связала

6. F. R. David — Words, Taxi

7. Пупо — Chissa se domani, Lo devo solo a te, Gelatto al cioccolatto

8. Игорь Николаев — Незнакомка

9. Сандра — Everlasting Love, Secret Land, Maria Magdalena

10. Эдди Хантингтон — Love for Russia, U.S.S.R.

11. Олег Газманов — Путана, Эскадрон моих мыслей

12. Boney M. совместно с Лиз Митчелл — Rivers of Babylon, Rasputin, Bahama Mama

13. Savage — Only You, Goodbye

14. Валерий Сюткин — Московский бит, Любите, девушки

15. Ricchi e Poveri — E una canzone d`amore, Come vorrei, Mamma Maria

16. Alphaville — Dance with me, Forever Young, Big in Japan

17. Secret Service — Ten o`clock postman, Flash in the night, L.A. Goodbye

18. Ten Sharp — You

19. Томас Андерс — Brother Louie, Atlantic is calling, Cheri Cheri lady, You're my Heart, You're My Soul

20. Rick Astley — Never Gonna Give You Up, Together Forever

## 2014 — Большая
XIII международный фестиваль состоялся 29 ноября 2014 года в СКК «Олимпийский» в городе Москва. Фестиваль прошёл под девизом: «Большая Дискотека 80-х».
В ноябре 2013 года, на сцене СКК «Олимпийский» президент ВКПМ Юрий Костин впервые объявил о проведении фестиваля.
На «Большой Дискотеке 80-х» выступили:

Томас Андерс, C. C. Catch, Village People, Кар-мэн, Eruption, Lian Ross, Владимир Пресняков-младший, Андрей Державин, Silent Circle, Олег Газманов, Дмитрий Маликов, Ricchi e Poveri, Opus, Риккардо Фольи, Игорь Николаев, Валерий Сюткин, Пупо, Ottawan, Сергей Минаев, Виктор Салтыков, Владимир Маркин, группа «Земляне», Александр Иванов и группа «Рондо», Игорь Корнелюк, Юрий Лоза, группа «Весёлые ребята», Александр Кутиков и группа «Нюанс», Игорь Саруханов, Роман Жуков, Сергей Беликов, Здравствуй, песня.

«Специальный гость» — DJ Леонид Руденко.
1. Eruption — One Way Ticket

2. Виктор Салтыков — Белая ночь

3. Игорь Николаев — Такси, такси

4. Ottawan — D.I.S.C.O, Hands Up

5. Сергей Минаев — Карнавал

6. Роман Жуков — Я люблю вас девочки, Я люблю вас мальчики

7. Ricchi e Poveri — Mamma Maria, Cosa Sei

8. Игорь Саруханов — Позади крутой поворот

9. Андрей Державин — Не плачь, Алиса

10. Silent Circle — Touch in the night, Stop the rain in the night

11. Здравствуй, песня — Просто уходило лето

12. Земляне — Трава у дома

13. Риккардо Фольи — Storie Di Tutti I Giorni, Malinconia

14. Дмитрий Маликов — Брачный кортеж

15. Валерий Сюткин — Чёрный кот, Московский бит

16. Opus — Life is Life

17. Игорь Корнелюк — Мало ли

18. Юрий Лоза — Плот

19. Lian Ross — Say You’ll Never

20. Сергей Беликов — Радуга

21. Александр Иванов и группа «Рондо» — Тоже является частью вселенной, Я буду помнить

22. Пупо — Lo Devo Solo A Te, Gelato Al Cioccolato

23. Весёлые ребята — Попурри

24. Владимир Маркин — Сиреневый туман

25. Владимир Пресняков-младший — Нет тебя прекрасней, Недотрога

26. Village People — In the Navy, Go West, Y.M.C.A.

27. Олег Газманов — Свежий ветер, Сделан в СССР

28. Александр Кутиков и группа «Нюанс» — Дай помечтать, Поворот

29. Кар-мэн — Bad Russians, Лондон, гудбай

30. C. C. Catch — Megamix, Heaven and hell

31. Томас Андерс — Brother Louie, You Can Win If You Want, Cheri Cheri Lady, You're My Heart (unplugged), You’re My Heart

## 2015
Фестиваль состоялся 28 ноября 2015 года в СКК «Олимпийский» в Москве и 29 ноября 2015 года в Ледовом дворце в Санкт-Петербурге. Фестиваль прошёл под девизом: «Дискотека 80-х»
На «Дискотеке 80-х» выступили:

Москва: Крис де Бург, C. C. Catch, Любэ, Ricchi e Poveri, Кар-мэн, Boney M. feat. Liz Mitchell, Secret Service, Саманта Фокс, Дюна, Savage, Вячеслав Бутусов и «Ю-Питер», F. R. David, Самоцветы, Joy, Технология, Вячеслав Добрынин, Андрей Державин, Крематорий, Владимир Маркин, Сергей Минаев, Михаил Боярский, Комиссар, Сладкий сон, Barrabás, Земляне.
Дата выхода в эфир: 31 декабря 2015 года & 1 января 2016 года на (НТВ).
1. Саманта Фокс — Touch Me, Hot Stuff!, Nothing’s Gonna Stop Me Now

2. Комиссар — Ты уйдёшь

3. Земляне — Мегамикс

4. F. R. David — Girl, Words

5. Сладкий сон — На белом покрывале января

6. Андрей Державин — Чужая свадьба

7. Barrabás — Dolores

8. Владимир Маркин — Белая черёмуха

9. Сергей Минаев — Братец Луи

10. Сергей Минаев & Владимир Маркин — Мы вместе опять

11. Вячеслав Бутусов и гр. Юпитер — Скованные одной цепью, Звезда по имени солнце, Гудбай, Америка (live)

12. Технология — Нажми на кнопку (live)

13. Joy — Valerie, Japanese Girls, Touch By Touch

14. Михаил Боярский и Марта Кибкало — Зеленоглазое такси

15. Крематорий — Мусорный ветер (live)

16. Вячеслав Добрынин — Мегамикс

17. Secret Service — L.A. Goodbye, Flash In The Night, Ten O’Clock Postman (live)

18. Дюна — Страна Лимония, Привет с большого Бодуна (live)

19. Ricchi e Poveri — Sarà Perchè Ti Amo, Venezia, Made in Italy

20. Самоцветы — Всё, что в жизни есть у меня, Мой адрес — Советский Союз

21. Boney M. — Bahama Mama, Daddy Cool, Rasputin

22. Savage — Only You, Don’t Cry Tonight, Goodbye (live)

23. Кар-мэн — Чио-Чио-Сан, Лондон, Гудбай, Париж (live)

24. Любэ — Батька Махно, Любимый мой дворик, Не валяй дурака, Америка!

25. C. C. Catch — I Can Lose My Heart Tonight, Heaven And Hell, Aniversary Megamix (live)

26. Крис де Бург — Moonlight And Vodka, Missing You, Don’t Pay The Ferryman, Lady In Red

#### Санкт-Петербург
Крис де Бург, C. C. Catch, Кар-мэн, Ricchi e Poveri, Игорь Корнелюк, Secret Service, Savage, Вячеслав Добрынин, F. R. David, Пупо, Arabesque, Ottawan, Владимир Маркин и другие звёзды.
Крис де Бург — Moonlight And Vodka, Missing You, Don’t Pay The Ferryman, Lady In Red

## 2016 — 15 лет
Фестиваль прошёл 26 ноября 2016 года в СК «Олимпийский» в Москве и 27 ноября 2016 года в Ледовом дворце в Санкт-Петербурге. Фестиваль прошёл под девизом: «Дискотека 80-х» 15 лет
На «Дискотеке 80-х — 15 лет» выступили:

Москва: UB40 совместно с Ali Campbell, Тото Кутуньо, София Ротару, C. C. Catch, Юрий Антонов, Юрий Шатунов, Сандрой, Secret Service, Олег Газманов, Лев Лещенко, Ricchi e Poveri, Dschinghis Khan, «Белорусские песняры», Zodiac, Эдди Хантингтон, Ялла, «Весёлые ребята».
Дата выхода в эфир: 1 января 2017 года на (НТВ).
1. Zodiac — Zodiac, Provincial Disco, Mysterious Galaxy, Pacific, Rock On Ice

2. Весёлые ребята — Попурри

3. Сандра — Heaven Can Wait, Secret Land, Everlasting Love, Maria Magdalena

4. Юрий Шатунов — Белые розы, Розовый вечер, Детство, Седая ночь

5. Secret Service — Ten O Clock Postman, How I Want You, Flash In The Night, L.A.Goodbye

6. «Белорусские песняры» — Беловежская пуща, Вологда

7. Ricchi e Poveri — Voulez-Vous Danser, Acapulco, Come Vorrei, Made In Italy

8. Олег Газманов — Морячка, Единственная моя, Сделан в СССР

9. Ялла — Последняя Поэма, Учкудук

10. Dschinghis Khan — Dschinghis Khan, Moskau, Rocking Son Of Dschinghis Khan

11. София Ротару — Червона рута, Лаванда, Луна, луна

12. Тото Кутуньо — Amore No, L’Été indien, L’italiano, Soli

13. Юрий Антонов — Если любишь ты, Я вспоминаю, Мечта сбывается

14. UB40 совместно с Ali Campbell — Can't Help Falling In Love, The Way You Do The Things You Do, Kingston Town, Red Red Wine

15. Лев Лещенко — Соловьиная роща, Прощай

16. C. C. Catch — Megamix, I Can Lose My Heart Tonight, Heaven And Hell

17. Эдди Хантингтон — USSR

#### Санкт-Петербург
Тото Кутуньо, Dschinghis Khan, Сандра, Joy, Baccara feat. Maria Mendiola, Fancy, Londonbeat, Кай Метов, Комбинация, Роман Жуков, Виктор Салтыков, Лицей, Карнавал и другие звёзды.
1. Виктор Салтыков — Эту белую ночь я тебе подарю, Кони в яблоках

2. Baccara feat. Maria Mendiola — Sorry, I Am A Lady, Yes Sir, I Can Boogie, Cara Mia, Fantasy Boy

3. Роман Жуков — Мои девчонки, Первый снег, Я люблю вас, девочки

4. Londonbeat — I`ve Been Thinking About You, You Bring On The Sun, A Better Love, Where Are You?

5. Комбинация — Бухгалтер, Russian Girl, American Boy

6. Joy — Hello, Japanese Girls, Valerie, Touch By Touch

7. Карнавал — 20:00, Аэропорт, Букет

8. Сандра — Maria Magdalena, Secret Land / Everlasting Love, Heaven Can Wait, In The Heat Of The Night

9. Кай Метов — Вспомни меня, Position № 2

10. Fancy — Flames Of Love, Slice Me Nice, Lady Of Ice, Bolero

11. Лицей — Снилось мне, Осень

12. Dschinghis Khan — Moskau, Hadshi Halef Omar, Dschinghis Khan, Rocking Son Of Dschinghis Khan

13. Тото Кутуньо — Amore No, L’Été indien, L’italiano, Soli

## 2017
Фестиваль состоялся 25 ноября 2017 года в СК «Олимпийский» в Москве и 1 декабря 2017 года в Ледовом дворце в Санкт-Петербурге. Фестиваль прошёл под девизом: «Дискотека 80-х».
На «Дискотеке 80-х» выступили:

Москва: Бонни Тайлер, Smokie, C. C. Catch, Boney M. (Лиз Митчелл), Юрий Шатунов, Bad Boys Blue, Саманта Фокс, Юрий Лоза, Ricchi e Poveri, Константин Никольский, Владимир Пресняков-младший, Александр Иванов и группа «Рондо», Joy, Валерий Сюткин, Ottawan, Максим Леонидов, Пупо, Стас Намин и «Цветы», Сергей Беликов.
1. Ottawan — D.I.S.C.O., Hands Up

2. Валерий Сюткин — Любите, девушки, Московский бит

3. Joy — Valerie, Night Of The Nights, Touch By Touch

4. Сергей Беликов — Радуга

5. Саманта Фокс — Touch Me, Nothing Gonna Stop Me Now, Hot Stuff!

6. Максим Леонидов — Привет, Алиса

7. Игорь Саруханов — Позади крутой поворот

8. Пупо — Gelato Al Chioccolato, Su Di Noi, Lo Devo Solo A Te

9. Константин Никольский — Музыкант, Бури и метели, Один взгляд назад

10. Boney M. совместно с Лиз Митчелл — Rasputin, Rivers of Babylon, Sunny

11. «Стас Намин и группа Цветы» — Рано прощаться, Летний вечер, Мы желаем счастья вам

12. Bad Boys Blue — You’re A Woman, Pretty Young Girl

13. Александр Иванов и группа "Рондо"  — Тоже является частью Вселенной

14. Александр Иванов & Владимир Пресняков — Я буду помнить

15. Владимир Пресняков — Стюардесса по имени Жанна

16. Smokie — Needles And Pins, What Can I Do, Living Next Door to Alice

17. Бонни Тайлер — It's A Heartache, Total Eclipse of The Heart, Holding Out For A Hero

18. Юрий Лоза — Плот, Девочка в баре

19. Ricchi e Poveri — Made In Italy, Cosa Sei, Se M'Innamoro

20. Юрий Шатунов — Белые розы, Розовый вечер, Детство, Седая ночь

21. C. C. Catch — I Can Lose My Heart Tonight, Heaven And Hell, Anniversary Megamix

22. Гимн Авторадио

#### Санкт-Петербург
Бонни Тайлер, Smokie, Юрий Шатунов, Саманта Фокс, Secret Service, Константин Никольский, Arabesque, Максим Леонидов, Игорь Корнелюк, Пупо, Олег Газманов, Юрий Лоза.

## 2018
Фестиваль состоялся 24 ноября 2018 года в СК «Олимпийский» в Москве.
На «Дискотеке 80-х» выступили

Томас Андерс, C. C. Catch, Юрий Антонов, Boney M. (Лиз Митчелл),  «Кар-мэн», Secret Service,  Dschinghis Khan, Анжелика Варум, Дмитрий Маликов, Savage,  Андрей Державин и группа «Сталкер», Риккардо Фольи, Gazebo, Виктор Салтыков, «Земляне», F. R. David.
«Специальный гость» — группа «Чайф».
1. A'Cappella ExpreSSS — Попурри

2. Boney M — Rasputin, Daddy Cool, Sunny

3. Виктор Салтыков — Белая ночь

4. F. R. David — Girl, Taxi, Words

5. Дмитрий Маликов — До завтра

6. Gazebo — Lunatic, I like Chopin

7. Риккардо Фольи — Malinconia, Alla Fine Di Un Lavoro, Storie di tutti i giorni

8. Андрей Державин и группа Сталкер — Ночной город, Не плачь, Алиса

9. Secret Service — The Dancer, Flash in the night, L.A.Goodbye, Ten O`Clock Postman

10. Анжелика Варум — Good bye, мой мальчик, Зимняя вишня (live)

11. Земляне — Попурри

12. Чайф — Никто не услышит, Аргентина-Ямайка 5:0, Оранжевое настроение, 17 лет (live)

13. Savage — Don`t Cry Tonight, Only You, Goodbye

14. Кар-мэн — Бомбей-буги, Сан-Франциско, Париж

15. C. C. Catch — I Can Lose My Heart tonight, Heaven and Hell, Strangers by Night (live)

16. Dschinghis Khan — Dschinghis Khan, Moskau

17. Юрий Антонов — Золотая лестница, Нет тебя прекрасней, Не забывай

18. Томас Андерс — Brother Louie, Cheri Cheri Lady, Win the Race, You`re My Heart You`re My Soul

## 2019 — 18 мне уже
Фестиваль состоялся 29 ноября 2019 года в спортивном комплексе «ЦСКА Арена» в Москве под названием «18 мне уже», так как СК «Олимпийский» был закрыт на реконструкцию. Ведущим фестиваля стал голосовой помощник «Алиса».
На «Дискотеке 80-х» выступили:

Alphaville, Bad Boys Blue, LondonBeat, Сандра, C. C. Catch, Пупо, Евгений Маргулис, Андрей Державин и группа «Сталкер», Лев Лещенко, Вячеслав Добрынин, Олег Газманов, Сергей Минаев, Владимир Маркин, «Альянс», «Дюна», «Здравствуй, песня».
«Специальный гость» — группа «Руки вверх».
1. Альянс — На заре

2. Bad Boys Blue — Come Back And Stay, Pretty Young Girl, You’re a Woman

3. Владимир Маркин — В доме восемь, Я готов целовать песок

4. Вячеслав Добрынин — Попурри («Всё, что в жизни есть у меня», «Кто тебе сказал?», «Синий туман», «Не сыпь мне соль на рану», «Колдовское озеро», «Льется музыка»)

5. Сандра — Maria Magdalena, Heaven Can Wait, Hiroshima, In The Heat Of The Night

6. Дюна — Привет с большого бодуна, Страна лимония

7. Здравствуй, песня — Просто уходило лето, Синий иней

8. LondonBeat — You Bring On The Sun, Where Are You, I’ve Been Thinking About You

9. Лев Лещенко — Прощай

10. Сергей Минаев — Карнавал, 22 притопа

11. Пупо — Lo Devo Solo A Te, Su Di Noi, Gelato Al Cioccolato, Un Amore Grande

12. Евгений Маргулис — Старые песни, Мой друг лучше всех играет блюз

13. Руки вверх — Когда мы были молодыми, Он тебя целует, 18 мне уже

14. Андрей Державин и группа «Сталкер» — Песня про брата, Не плачь, Алиса

15. Alphaville — Dance With Me, Forever Young, Big in Japan

16. Олег Газманов — Есаул, Путана, Сделан в СССР

17. C. C. Catch — Midnight Gambler, I Can Lose My Heart Tonight, Heaven and Hell

18. Томас Андерс — Brother Louie, You`re My Heart You`re My Soul, Cheri Cheri Lady, Win the Race
В телеверсию Первого канала не вошли

1. Bad Boys Blue — Come Back And Stay

2. Владимир Маркин — В доме восемь

3. Сандра — Heaven Can Wait

4. Сандра — Hiroshima

5. Здравствуй, песня — Просто уходило лето

6. LondonBeat — Where Are U

7. Сергей Минаев — 22 притопа

8. Пупо — Lo Devo Solo A Te

9. Пупо — Su Di Noi

10. Руки вверх — Когда мы были молодыми

11. Alphaville — Dance With Me

12. Олег Газманов — Сделан в СССР

13. Томас Андерс — Win the Race

## 2020 — Назад в 80-е. Успеть за 24 часа
Фестиваль в России в 2020 году в традиционном своём формате не состоялся, как заявило руководство «Авторадио» в связи с пандемией коронавируса. Вместо этого 29 ноября в эфире телеканала «Муз-ТВ» прошёл телемарафон под названием «Назад в 80-е. Успеть за 24 часа», состоящего из лучших музыкальных номеров и выступлений с фестивалей прошлых лет.

## 2021
Фестиваль в 2021 году не проводился в связи с пандемией коронавируса. Вместо этого 31 декабря в эфире телеканала Мир транслировались фестивали прошлых лет

## Дискотека 80-х в городах России
В 2004—2011 и 2015 годах помимо своих основных мест проведения (Москва и Санкт-Петербург), фестиваль проводился в качестве гастролей сразу в нескольких городах России, в точках вещания «Авторадио».
- 13 марта 2004, Калининград, СК «Юность»[28]
- 5 июля 2004, Сочи, КЗ «Фестивальный». В шоу участвовали Ottawan, C. C. Catch, Сергей Беликов, Виктор Салтыков, группа «Кар-мэн» и другие[29]
- 22 октября 2004, Воронеж, Дворец спорта «Юбилейный»[30]
- 20 апреля 2013, Ростов-на-Дону, СК «Дворец спорта». В шоу участвовали C. C. Catch, Fancy, Алёна Апина и «Комбинация», «На-на», «Кар-мэн», Андрей Разин и «Ласковый май», Кай Метов и Лада Дэнс[31]

### Фестиваль в Екатеринбурге
- 11 декабря 2011, Екатеринбург, ДИВС. В шоу участвовали Томас Андерс, «Кар-мэн», «Ласковый май», Алёна Апина и группа «Комбинация», Виктор Салтыков, Наталья Гулькина, «Комиссар», Вадим Казаченко, «Сладкий сон», Рома Жуков и Сергей Минаев[32]
- 2 декабря 2012, Екатеринбург, КРК «Уралец». В шоу участвовали Дитер Болен, «Мираж», Юрий Шатунов, «Кар-мэн», Андрей Державин, «Комиссар», Вадим Казаченко, «Стелла», Виктор Салтыков, Алексей Глызин, Игорь Корнелюк, Сергей Минаев и Рома Жуков[33]
- 23 марта 2014, Екатеринбург, ДИВС. В шоу участвовали C. C. Catch, Андрей Разин и группа «Ласковый май», «Кар-мэн», «Маленький принц», Наташа Королёва, Светлана Разина, Татьяна Овсиенко, Андрей Державин, Крис Кельми, Кристина, «Студия-80», Рома Жуков и Сергей Минаев[34]

## Дискотека 80-х в Украине

### Фестиваль в Киеве 2007
Фестиваль состоялся 29 ноября 2007 года во Дворце спорта в Киеве, став первым в истории «Авторадио» фестивалем, прошедшим за пределами России.
Участники фестиваля:
- Ottawan
- C. C. Catch
- Риккардо Фольи
- Bad Boys Blue
- Ricchi e Poveri
- Виктор Салтыков
- Светлана Разина
- Кар-мэн
- Александр Барыкин

На фестивале присутствовало более 14 000 зрителей со всей Украины.
1. Игорь Ларин — Это радио

2. Bad Boys Blue — You’re a Woman, Lady In Black 98, Come Back And Stay

4. Гайтана (YMCA)

5. Скрябин

6. Lama

7. Светлана Разина — Наступает ночь, Музыка нас связала

9. Риккардо Фольи

10. Риккардо Фольи (Storie di tutti giorni)

11. Maxima

12. Авиатор

13. Александр Барыкин (Аэропорт)

14. Александр Барыкин (Букет)

15. Виктор Салтыков

16. Виктор Салтыков

17. Gouache

18. 4 Короля

19. SMS

. Ottawan — D.I.S.C.O., Hands Up

. Кар-мэн — Сан-Франциско, Лондон гуд-бай

. Ани Лорак — Venus

25. Александр Пономарёв

. Ricchi E Poveri — Made in Italy, Acapulco, Cosa sei, Mama Maria

29. The End

Гайтана — « Your man»

Светлана Разина — «Сон»,

Скрябин — « Любовь -система комбинаций» (перевод английской песни, не могу вспомнить оригинал)

Рикардо Фольи -

Максима — " Сильнийше звук " (опять та же ситуация)

А.Барыкин — «Брод»,

Лама — « Sweet dreams»

В.Салтыков- « Белая ночь», « Улетели листья»

Гуашь — «Dont comizzi»

Оттаван — " Sha la la "

### Фестиваль в Киеве 2008
Фестиваль состоялся 27 ноября 2008 года во Дворце спорта в Киеве и был приурочен к 15-летнему юбилею «Авторадио».
Участники фестиваля:
- Boney M.
- Demis Roussos
- Ricchi e Poveri
- Сабрина
- Londonbeat
- Gipsygitanes
- Кар-мэн
- Юрий Шатунов
- Мираж
- Комбинация

На фестивале присутствовало более 15 000 зрителей со всей Украины.

## Гимн фестиваля
В качестве Гимна фестиваля была принята песня «Мы вместе опять» в исполнении Сергея Минаева и Владимира Маркина.

Также на фестивале неоднократно исполнялся Гимн Авторадио в исполнении «Мурзилок International».